# Богданов, Григорий Богданович
Григорий Богданович Богданов (бел. Рыгор Багданавіч Багданаў; 22 января (4 февраля) 1910 — 1 октября 1943) — командир 2-го стрелкового батальона 385-го стрелкового полка 112-й Рыльской стрелковой дивизии 60-й армии Центрального фронта, старший лейтенант. Герой Советского Союза (1943).

## Биография
Родился в деревне Мартюши (ныне Городокский район Витебской области). Жил и работал в Витебске. 
В 1932 году призван в Красную Армию. В 1938 году окончил курсы младших лейтенантов. Во время Великой Отечественной войны с декабря 1941 года на Западном, Воронежском и Центральном фронтах.
Командир батальона старший лейтенант Г. Б. Богданов отличился в сентябре 1943 года в боях севернее Киева при форсировании реки Днепр. Батальон с ходу форсировал Десну, подошёл к Днепру и форсировал его, захватил плацдарм, отбил 10 контратак противника, занял 2 населённых пункта и удерживал их до подхода подкрепления.
Г. Б. Богданов был смертельно ранен в бою 1 октября 1943 г.

## Награды и звания
- Герой Советского Союза (17.10.1943, посмертно).
- Орден Ленина
- Орден Суворова III степени

## Память
- Имя Г. Б. Богданова на Аллее Героев Советского Союза — уроженцев Городокского района (2020), ул. Баграмяна в Городке (Витебская область). На стеле нанесен QR-код, позволяющий узнать информацию, посмотреть архивные фотографии и документы Героя.